# Плотницький Федір Іванович
Плотницький Федір Іванович (1898–1944) — український викладач педагогіки, директор Станіславського учительського інституту (1940—1941 рр.).

## Життєпис
Народився 1898 року в с. Ширмівка Житомирської області у селянській родині.
У 1934 р. — закінчив школу соціального виховання в Києві та історичний факультет Уманського педагогічного інституту.
Упродовж 1934—1936 років вчителював, працював завідувачем Христинівського районного відділу народної освіти Черкаської області, а в 1936—1939 рр. — директор Фастівської середньої школи № 3.
У жовтні 1939 р. Народний Комісаріат освіти УРСР направив його на педагогічну роботу в Станіслав. У 1939—1940 рр. — викладач педагогіки в Станіславській педагогічній школі.
З лютого 1940 р. — директор Станіславського учительського інституту, завідувач кафедри педагогіки й психології.

## Діяльність на посаді директора Станіславського учительського інституту
Першочерговими для Федора Плотницького, як директора, постали проблеми організації роботи навчального закладу, укомплектування колективу та здійснення набору студентів. Для інституту було виділено приміщення старої торгівельної гімназії, в якій розташовувалася школа. Певний час заклади існували поряд. Кадрову проблему вирішено шляхом залучення педагогів зі Східної України. З 15 викладачів закладу місцевим був тільки один Василь Пашницький — учитель Станіславівської української державної гімназії. У вересні 1940 р. на роботу до закладу прибули ще 11 випускників Київського університету ім. Т. Шевченка. 27 лютого 1940 р. набір студентів на історичний, філологічний і фізико-математичний факультети було завершено. 1 березня розпочався навчальний процес. Пізніше були створені підготовчі курси, де навчалося 500 осіб, і річні та шестимісячні курси з підготовки вчителів. Перший випуск вчителів не відбувся, а навчальний процес перервали події Другої світової війни.
Під час евакуації з Прикарпаття Федір Плотницький отримав поранення та залишився на окупованій території. Пізніше арештований гестапо, загинув в Умані в лютому 1944 р.